# Robert Badichah
Robert Krikor Badichah ICPB (* 1. Februar 1983 in Beirut) ist ein libanesischer armenisch-katholischer Ordensgeistlicher und Weihbischof in Beirut.

## Leben
Robert Badichah besuchte das Kleine Seminar in Bzommar. Anschließend trat er der Ordensgemeinschaft der Patriarchalen Kongregation von Bzommar bei und studierte Philosophie und Katholische Theologie am St. Paul Institut für Theologie und Philosophie in Harissa. Ab 2007 setzte Badichah seine Studien in Rom fort, wo er an der Päpstlichen Universität Gregoriana ein Lizenziat im Fach Christliche Soziallehre und am Päpstlichen Institut Johannes Paul II. für Studien zu Ehe und Familie ein Lizenziat im Fach Familientheologie sowie an der Päpstlichen Universität der Salesianer ein Diplom im Fach Pädagogik erwarb. Während seiner Studienzeit in Rom war er Alumnus des Päpstlichen Armenischen Kollegs. Am 11. Dezember 2010 empfing er in der Kathedrale St. Elias und St. Gregor in Beirut durch den armenisch-katholischen Patriarchen von Kilikien, Nerses Bedros XIX. Tarmouni, das Sakrament der Priesterweihe.
Nach der Priesterweihe unterrichtete Badichah zunächst an einer kirchlichen Schule in Zalka, bevor er 2011 Vizerektor des Päpstlichen Armenischen Kollegs in Rom wurde. Ab 2017 fungierte er als Regens des Patriarchalseminars in Bzommar und als Sekretär der Synode der armenisch-katholischen Kirche.
Die Synode der armenisch-katholischen Bischöfe wählte ihn zum armenisch-katholischen Weihbischof in Beirut. Papst Franziskus bestätigte am 3. April 2024 diese Wahl und ernannte ihn zum Titularbischof von Artvin degli Armeni. Der armenisch-katholische Patriarch von Kilikien, Raphaël Bedros XXI. Minassian ICPB, spendete ihm am 26. Mai desselben Jahres im Amphitheater Bienheureux Ignace Maloyan in Bzommar die Bischofsweihe; Mitkonsekratoren waren der emeritierte Koadjutorerzbischof von Istanbul, Kévork Khazoumian ICPB, und der emeritierte Bischof der Eparchie Sainte-Croix-de-Paris, Jean Teyrouz ICPB.